# Шляховский
Шля́ховский — хутор во Фроловском районе Волгоградской области России. Входит в Краснолиповское сельское поселение.

## География
Хутор находится в 7 км юго-западнее хутора Красные Липки и в 29 км от города Фролово, у трассы M6 (Каспий).

## Население
| 2010 |
| ---- |
| 142  |

## Инфраструктура
В хуторе есть школа, медучреждение, магазин. Хутор газифицирован, электрифицирован, есть водопровод.
В 1,5 км северо-восточнее (за трассой) — месторождение каменных стройматериалов, крупный карьер по добыче и подработке щебня.

## Археология
В 2,5 км выше по руслу от хутора Шляховский находится стоянка Шлях, на которой прослежено нескольких слоёв каменного века — от среднего палеолита до мезолита.